# New South Wales Waratahs
New South Wales Waratahs, conocido como Waratahs, es un equipo profesional de rugby de la ciudad de Sídney, en Australia. Juega desde 1996 en el Super Rugby, el campeonato de selecciones provinciales del hemisferio sur, en representación de la región centro y norte del estado de Nueva Gales del Sur. Fue campeón en la temporada 2014, subcampeón en 2005 y 2008, y semifinalista en 2002, 2006, 2010 y 2015.
El nombre "Waratah" viene de la flor que es el emblema de Nueva Gales del Sur.

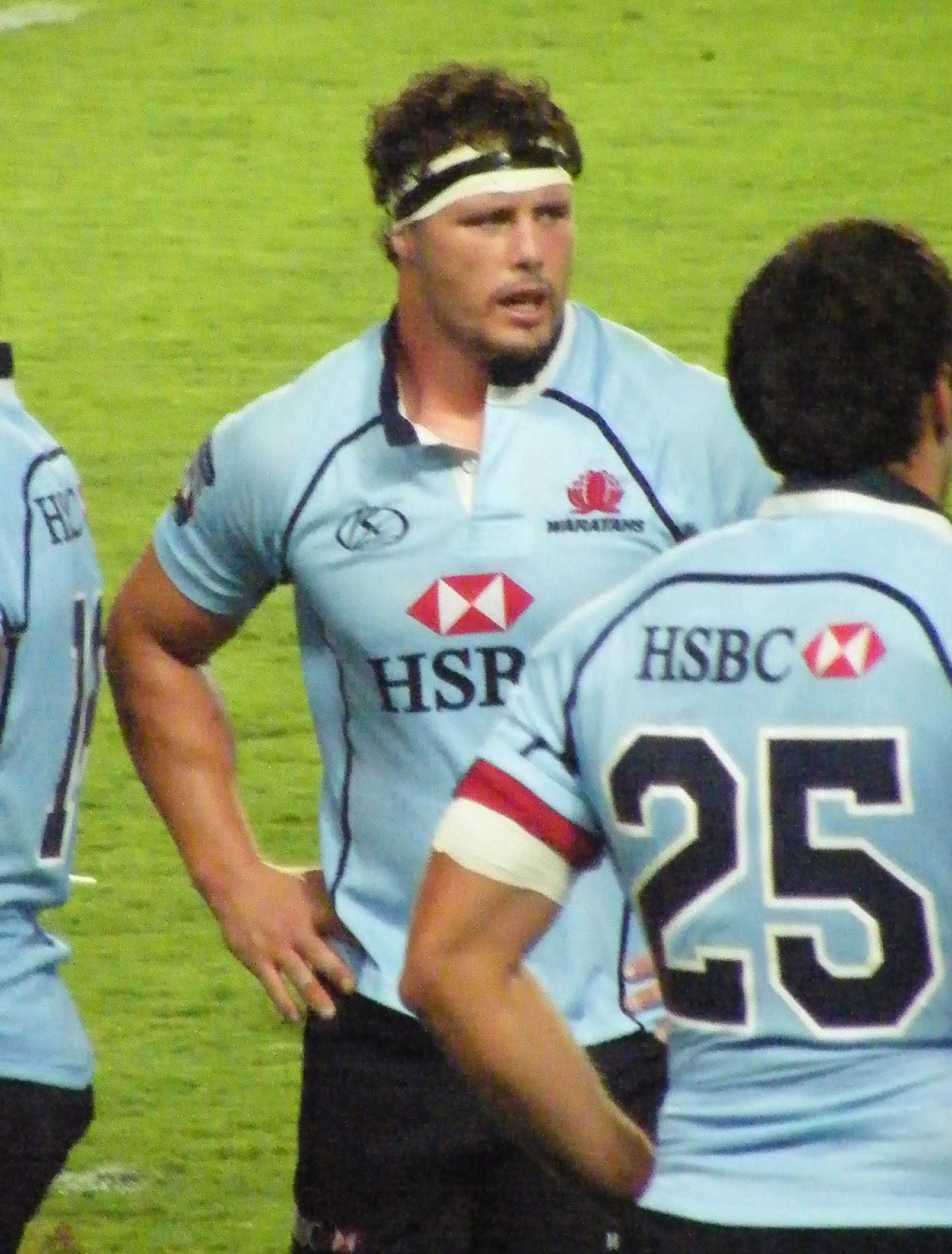
Al Baxter, jugador de los Waratahs

El equipo suele jugar de local en el Sídney Football Stadium, aunque para los partidos más importantes usa el Estadio Olímpico de Sídney. Su vestimenta consiste en camiseta celeste Cambridge y pantalones azul marino.
La selección de la Unión de Rugby de Nueva Gales del Sur, formada por primera vez en 1882, ha sido apodada en honor al waratah, la flor estatal. Su rival histórico ha sido la selección de Queensland, que juega en el Super Rugby con la denominación Queensland Reds.
Algunos de los jugadores más destacados de los Waratahs han sido Al Baxter, Kurtley Beale, Matthew Burke, Matt Dunning, Sekope Kepu, Drew Mitchell, Dean Mumm, Wycliff Palu, Tatafu Polota-Nau, Scott Staniforth y Phil Waugh.

## Palmarés
Super Rugby
- Campeón (1): 2014
- Subcampeón (2): 2005 y 2008.
- Conferencia Australiana (3): 2014, 2015 y 2018.
- Ricoh Cup National Championship (1): 1998